# Coronel Dorrego (ville)
Pour les articles homonymes, voir Dorrego.

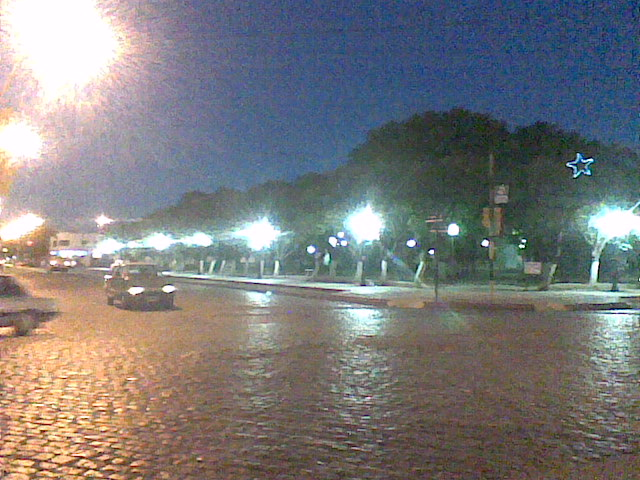
Place principale.

Coronel Dorrego est la capitale du partido éponyme, de la province de Buenos Aires, en Argentine.

## Géographie
Coronel Dorrego est à une altitude de 118 m. Elle est située dans la pampa au sud des Sierras de Ventania.

## Histoire
Coronel Dorrego est fondée le 12 octobre 1881. En 1887, il n'y a pas de ville sur les 200 km de plaines séparant Bahía Blanca de Tres Arroyos. Les 79 propriétaires fonciers de terres situées entre les rivières Quequén Salado et Sauce Grance demandent au gouverneur de la province de Buenos-Aires la création d'un nouveau village. Le partido de Coronel Dorrego est créé le 29 décembre 1887, date de promulgation, par l'exécutif provincial, de la loi no 1979, adoptée par le Congrès provincial le 14 octobre précédent. La première commission municipale est présidée par Don Guillermo Aranda. Elle se réunit dans les annexes de la firme commerciale La Fe, à côté de la rivière Las Mostazas. L'adjoint au gouverneur provincial désigne, le 2 janvier 1888, le géomètre Baldomero Videla pour tracer le plan de la ville, en plaçant la ligne de chemin de fer au centre. Une commission spéciale, créée le 28 janvier 1888 et composée de Roberto Urquiza, Francisco Villanueva et Ignacio Sánchez, doit décider de l'implantation définitive. La première suggestion, proposant de construire le village près de Las Mostazas, est immédiatement refusée, au profit d'établissements agricoles existants, La Reserva, propriété des frères Miguel et Arturo Villanueva, et Coronel Dorrego, appartenant au Dr. José V. Urdapilleta. Ce dernier est juge à la Cour suprême et ami proche du gouverneur Máximo Paz. Le 28 février 1889, le centre agricole Coronel Dorrego est choisi comme lieu de l'édification de la ville. Peu après, le 9 avril 1890, une résolution du ministère du gouvernement provincial, à La Plata, ordonne le transfert des services municipaux au centre agricole Coronel Dorrego et proclame ce dernier capitale du district. Le 5 juin 1895, Raúl Sanchez devient le premier intendant de la nouvelle ville. La mairie s'installe dans un bâtiment situé dans le quartier de San Martin y Juan B. Maciel, avant d'être transférée, le 8 avril 1927, dans son siège actuel.

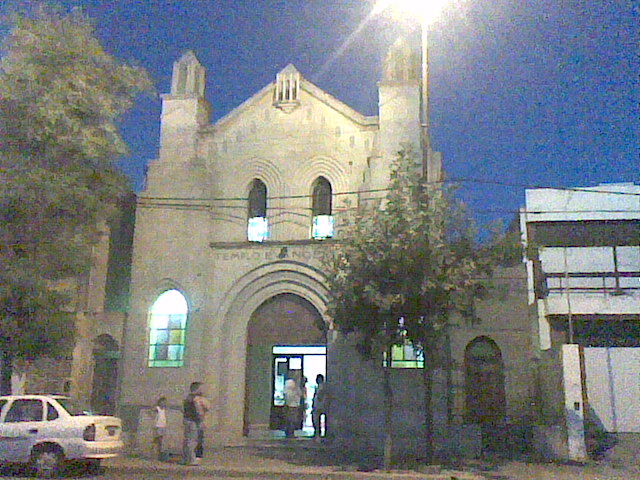
L'église évangélique est le plus grand édifice de la ville.

## Démographie
En 2001, la population de Coronel Dorrego, s'élève à 11 644 habitants (Institut national de statistiques et de recensement, Indec). Entre les recensements de 1991 et 2001, la ville a connu une croissance démographique annuelle moyenne de 0,2 %.
| 1991   | 2001   |
| ------ | ------ |
| 11 418 | 11 644 |

## Administration
Les habitants de Coronel Dorrego sont les dorreguense. La ville porte le nom du colonel Manuel Dorrego (1787-1828), gouverneur de la province de Buenos-Aires d'août 1827 à son exécution, le 28 décembre 1828. Le code postal de la ville est B8150 et son préfixe téléphonique le 02921. L'intendant (maire) est Osvaldo Aníbal Crego (Union civique radicale) et le président du conseil municipal le Dr. Fabián Zorzano. La ville est située dans le fuseau horaire Argentina Time (UTC - 3).

## Culture
La fête provinciale des plaines est un événement culturel qui se déroule depuis 1960 dans la ville de Coronel Dorrego. Son but est de sauvegarder et  rappeler la tradition gaucho et, surtout, les traditions « sureras » . Elle comporte un défilé de chars, de troupeaux et de cavaliers, des spectacles d'artistes et des barbecues (asado) installés sur la place centrale. La fête de l'olivier est une autre fête de la ville.
La ville possède un théâtre municipal et une maison de la culture. La radio locale La Dorrego émet en modulation d'amplitude sur une fréquence de 1 470 kHz.

## Faune
Des goélands et des butors d'Amérique peuvent être observés à Coronel Dorrego.

## Transports
Coronel Dorrego est reliée, par la route nationale 3, avec Bahía Blanca, à l'ouest, et Tres Arroyos et Buenos Aires, à l'est. La route 72 met la ville en communication avec Paraje Frapal. La commune dispose aussi d'une gare ferroviaire des FCGR.

## Monuments
L'entrée de Coronel Dorrego est marquée par une statue du Christ.

## Économie
Coronel Dorrego est alimentée au gaz de ville.